# Branchiostoma bermudae
Branchiostoma bermudae är en ryggsträngsdjursart som beskrevs av Carl Leavitt Hubbs 1922. Branchiostoma bermudae ingår i släktet Branchiostoma och familjen lansettfiskar. Inga underarter finns listade.